# Historia de Beas de Segura
La Historia de Beas de Segura (España) está marcada desde el Paleolítico inferior, con el asentamiento del Puente Mocho, que por los hallazgos descubiertos a orillas del río Guadalimar y por su datación, lo hacen uno de los yacimientos más antiguos de Andalucía. En la Glaciación de Würm, se pierde todo rastro de civilización y vuelve a aparecer en el Neolítico; la fertilidad de la tierra, la proximidad del río y el transporte de minerales de Sierra Morena hacen el lugar idóneo para su habitabilidad y el desarrollo de sus actividades.
Continuarán habitando la zona durante toda la Edad de los Metales, que al final de la misma se forjará con un pequeño núcleo, en el actual emplazamiento del pueblo, que con la entrada de la romanización se hará más ostensible. La época visigoda fue una etapa de tránsito hasta la dominación de los musulmanes, que dejaron impregnado el pueblo con su cultura, contribuyendo tanto con sus obras hidráulicas de canalizaciones de agua, aceñas, batanes y otros, como sus fortificaciones, etc., dándole esplendor al pueblo.     

## Prehistoria

### Paleolítico

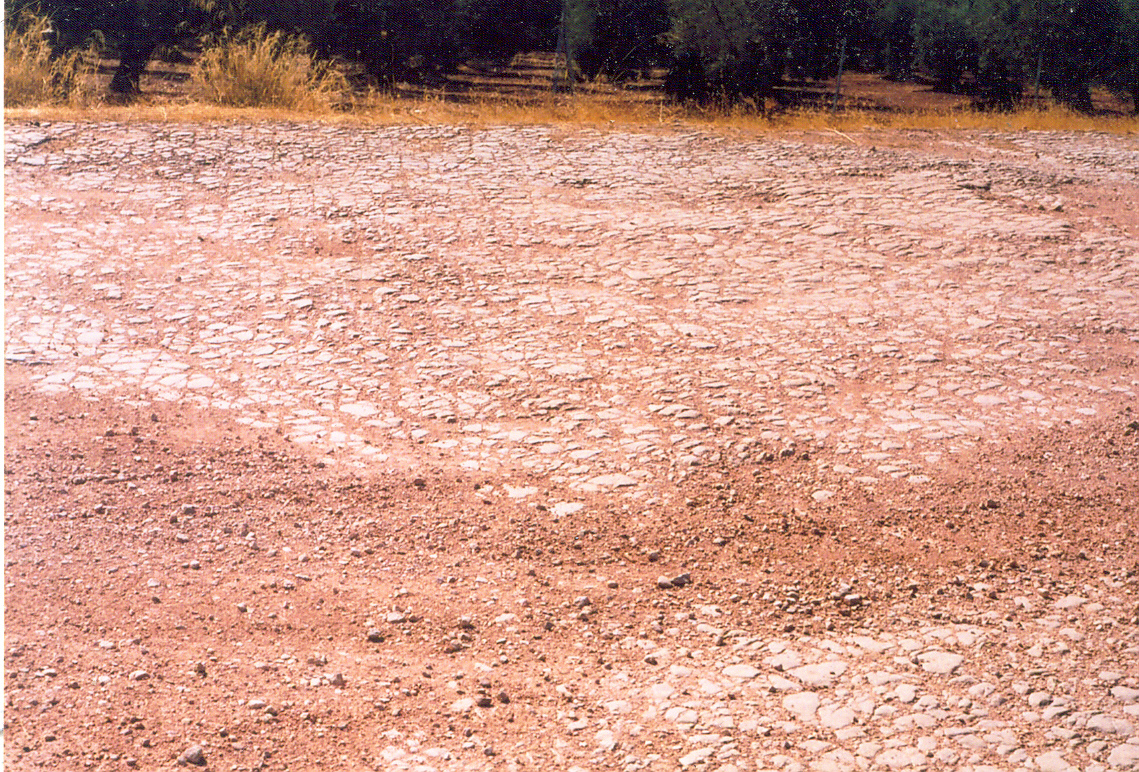
Vista parcial de la Era del Empedraillo, por donde pasaba el camino argárico. Hoy utilizado como vía de trashumancia.

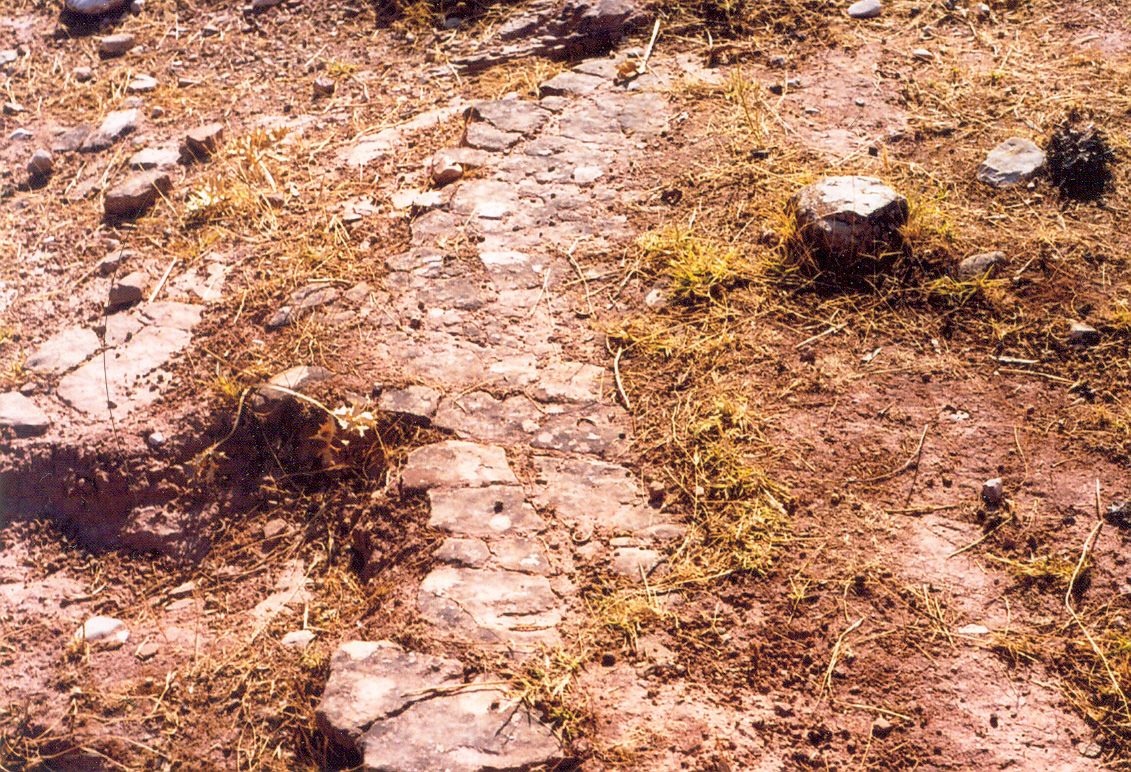
Detalle de empedrado del suelo en el camino argárico.

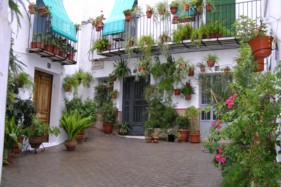
Calle del Albaicín en Beas de Segura.

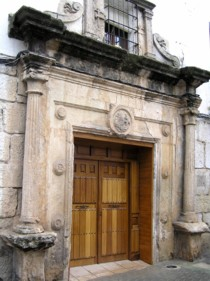
Portada de los antiguos Juzgados.

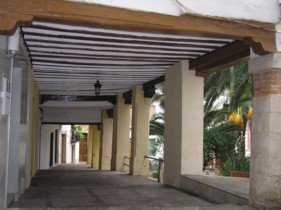
Los Portalillos en Beas de Segura.

El origen prehistórico de Beas de Segura hay que situarlo en el Paleolítico Inferior, en el contorno del Puente Mocho, donde vivía hace miles de años una civilización de la que se desconocen sus aborígenes por la falta de pruebas óseas, pero sí se conocen bien sus actividades gracias a la gran cantidad de materiales líticos encontrados diseminados por la zona, que llegaron a extenderse hasta el periodo del Paleolítico Medio.
La abundante vegetación y fauna que ofrecía el lugar, era hábitat perfecto para que estos primeros pobladores pudieran desarrollar su vida en pequeñas hordas, al aire libre, teniendo como base principal la recolección de frutos, la caza y la pesca, al encontrarse en las inmediaciones del río Guadalimar.
Los primeros estudios de la zona fueron en 1913, después se han sucedido otros, aportando mayor documentación sobre la base de los materiales encontrados. En Andalucía los yacimientos arqueológicos, su protección y las actividades que se desarrollen en ellos, están regulados por la Ley.

### Neolítico
El Neolítico se desarrolla en el eje del río de Beas y el río Guadalimar -llamado Tugis-, tanto en la vega como en la planicie de "El Cornicabral", llegando incluso a ocupar la campiña. Las técnicas empleadas y los recursos naturales por la abundancia de agua como de tierra fértil, afianzaron a esta cultura a formar pequeños núcleos dispersos por el término de Beas que destacaron hasta el Calcolítico.

### Edad del Cobre y del Bronce
La situación estratégica del territorio de Beas al encontrarse en las estribaciones de las zonas mineras de Sierra Morena, siendo paso obligado para sacar esos minerales, hace que se implante un comercio y trueque, que aparejado a la agricultura y la ganadería, junto con la artesanía, se establezcan pequeños núcleos de población donde vivían de esos recursos y salvaguardaban su pervivencia en el transcurso de varias culturas. Se crea en la Edad del Bronce el camino argárico que une Cástulo con Cartago Nova y a través de él se introduce la cultura del Argar. Esos núcleos se convierten en pequeños oppidum, como lo prueba la necrópolis encontrada en "El Cornicabral".

### Edad del Hierro
En la etapa ibera, Beas queda enmarcada dentro de la región oretana, siendo su cabecera Cástulo. Tras la fundación de Cartago Nova, se refuerzan las vías de comunicación con Sierra Morena y es paso obligado de la extracción de minerales a la nueva colonia. Con la entrada de los romanos, el territorio de Beas es escenario de algunas escaramuzas. Hay algún autor que identifica Beas con Becula, y un reciente estudio sitúa a Ilorci con Orcera, lugar donde según Plinio fue quemado en una hoguera Cneo Escipión, sosteniendo que Amturgi es Segura de la Sierra.

## Historia

### Edad Antigua
Bajo el dominio romano, la primera división administrativa hecha en el 197 a. C. Beas queda adscrita en la Hispania Ulterior. Augusto en el 27 d. C. altera los límites y Beas pasa a la Hispania Citerior, la denomina Tarraconensis, a su vez dividida en siete conventos jurídicos, uno de ellos Cartago Nova, del que formaba parte. Y Constantino en el 332 d. C. crea la provincia Cartaginensis con parte de la Tarraconensis.
Se establece una población sólida sobre Beas y se crean numerosas Villae con importantes centros agrícolas que tuvieron su mayor desarrollo a partir del siglo I d. C.         
Las obras arquitectónicas romanas son numerosas en Beas, queda prueba de ello con el Puente Mocho y otro pequeño puente romano sobre el río de Beas -convertido en presa- antes de su desembocadura con el río Guadalimar. Otras construcciones se han perdido por encontrarse dentro del casco urbano, pero son abundantes los restos.
Las minas de Sierra Morena pasaron a ser propiedad de Sexto Mario y en la época de Tiberio le fueron confiscadas, pasando a manos del Emperador. La vía de Cartago Nova quedó en segunda línea, al serle más viable trasportar los minerales por otros caminos para su salida a Roma. 
Con la entrada de los Visigodos, estos no cambian la forma de gobierno de los hispanorromanos. En el año 577, Leovigildo reprimió una sublevación en Sierra Morena e inició una intensa política de unificación que marcaría el fin de la romanización.
Ya coexistía un efímero grupo de población aristócrata goda que se fusiona con los hispanorromanos, manejando el poder, al mismo tiempo que los hispanorromanos eran en su gran mayoría los propietarios de la tierra, con una población compuesta por colonos y esclavos, y un reducido grupo de judíos dedicados al negocio.

### Edad Media
El desmoronamiento visigodo producido en el año 711, hace que invadan los musulmanes toda la península y no es hasta el año 714 o 715 cuando queda sometida Beas por el valí Abd al-Aziz ibn Musa. Tras unos años de incertidumbre política, pasó a formar parte de la Cora de Yayyan, distrito del Emirato Independiente, con sede en Córdoba, constituyendo Beas un Iqlim de la Cora. A finales del siglo IX, se produce una rebelión muladí, siendo el foco la Sierra de Segura. Es muy probable que la fortaleza de la Villa, así como la de "El Allozar", se construyeran por estas fechas, impulsadas por Ibn al-Saliya, como medio de proteger el acceso al interior de la Sierra.
Con la entrada al poder de Abderraman III, en pocos años logró apaciguar la rebelión y hacerse dueño de todas las fortalezas y en el año 929 proclamarse Califa y crear el Califato de Córdoba. A partir de esos años Beas empieza a desarrollarse de forma imparable. La gran diversidad de productos como lino, cáñamo, trigo, olivos, frutales y otros, son transformados y se construyen batanes, aceñas, molinos, telares etc. Y se crea un importante comercio.
La caída del Califato, hace que se establezcan los reinos taifas, el territorio queda en manos almorávides bajo el dominio de Ibrahim ibn Hamusk, que poco después, en el año 1165, los almohades atacan contra sus posesiones, siendo derrocados en el año 1212, en la famosa batalla de las Navas de Tolosa. La permanencia árabe en Beas duró cinco siglos.
En 1226, entró Fernando III en Andalucía acompañado por el Obispo de Plasencia, Fray Domingo, en ausencia del Arzobispo de Toledo, Rodrigo Jiménez de Rada, que se había quedado enfermo en Guadalajara. Fueron tomados los lugares de Santisteban, Iznatoraf, Chiclana y Beas, pero no de forma efectiva. El Rey sitió Jaén, viéndose obligado a levantar el sitio.
Al año siguiente reconquista Baeza, dejando allí a Fray Domingo de Obispo. En 1230, hace otra entrada en el reino de Jaén y tiene que suspenderla por la muerte de su padre, Alfonso IX, rey de León, y marcha a tomar posesión del nuevo reino. En Salamanca, el 20 de enero de 1231, el Rey expide un privilegio rodado a favor del Arzobispo de Toledo concediéndole las villas de Quesada y Toya.
En 1234, cuando de nuevo el Rey, acompañado de D. Juan de Osma, -esta vez, el Arzobispo de Toledo estaba en Roma a pedir ayuda económica al Papa Gregorio IX, dándole éste la bula '“ex parte tua”'-  reconquista Úbeda y al año siguiente (1235) Santisteban, Iznatoraf, Chiclana y Beas, dándole está última villa con su castillo y término al Obispo '“por juró de heredat”', lo que es lo mismo a título personal y no a la iglesia, el 12 de abril de 1235, misma fecha que permuta el castillo de Xandulilla por Chiclana, para anexionarla a Beas. El Obispo de Osma, sigue acompañando al Rey, para en 1236 reconquistar Córdoba.
Años más tarde, el 30 de noviembre de 1239, D. Juan, permuta la villa de Beas y Chiclana, con sus castillos y términos, por otras villas de Soria y Segovia a la Orden de Santiago -siendo su maestre Rodrigo Iñiguez-, otorgándole a la villa un fuero municipal incluidos una serie de privilegios como carta puebla, “mero mixto imperio” y otras facultades y franquicias. Con todo esto pasa a convertirse en Encomienda de Beas y esos privilegios se van confirmando y ampliando por los diferentes maestres de la orden. También se insta a Beas de una Vicaria “verae nullius” y así queda exenta de jurisdicción eclesiástica, dependiendo el vicario del Prior de Uclés. Se establece a finales del siglo XIII un convento de Franciscanos Observantes transferido en 1445 a los Conventuales.
Todo esto contribuyó a que se poblara la villa y se establecieran familias venidas del norte de Castilla atraídos por estos beneficios. Con la entrada de los Reyes Católicos, se hacen con la administración de la Orden de Santiago, quedando esos beneficios limitados y al mismo tiempo se imponen nuevas alcabalas e impuestos, perdiéndose así todas las exenciones excepto el fuero local que quedó vigente y ya en el año 1513, Juana de Castilla concede a la villa de Beas, un mercado franco todos los jueves del año.
Durante el siglo XVI, el pueblo experimenta un importante desarrollo económico sobre la base de la agricultura y a la ganadería,  con un considerable incremento demográfico influenciado por la clase aristócrata, que culmina en su máximo esplendor de la época.

### Edad Moderna
Con la entrada del siglo XVII, una serie de factores declinados por un mal gobierno de la nación, repercuten directamente en una decadencia reflejada en la crisis que padecía el país por los abusos con los válidos de los reyes, las guerras absurdas, las subidas de impuestos, y un largo etcétera, hace que muchos nobles que vivían en Beas, vendan sus bienes y abandonen la población para irse a otros lugares mejores, quedando una población casi asumida en la miseria, que al comenzar el siglo XVIII, con la Guerra de Sucesión, el empobrecimiento era total en el municipio.
Ya en 1748, estando Fernando VI de rey, a propuesta de su ministro Marqués de la Ensenada se crea en la Sierra, el Departamento de Marina, siendo su sede Segura de la Sierra, entran a formar parte de él, todos los pueblos de la Sierra, Beas y Chiclana, el Condado, pueblos de La Mancha, incluso de Albacete. Se hacen talas masivas de árboles, transportándolos por el río a Sevilla y Cádiz, para la construcción de barcos. Paralelo al Departamento de Marina, se forma el Negociado de Montes, las maderas se pierden en ocasiones por el camino, se construyen con maderas de la Sierra, la Fábrica Tabacos de Sevilla y la de Cádiz, los techos de la Catedral de Jaén y otras construcciones emblemáticas.
Al desaparecer estos Departamentos, se juntan Sorihuela del Guadalimar, Iznatoraf, Villanueva del Arzobispo y Villacarrillo, para reclamar sus derechos sobre los terrenos esquilmados por la tala de maderas, saliendo el recurso adelante, le quitan parte del término a algunas poblaciones, entre ellas Beas, -que llegaba su término al río Guadalquivir-, formándose la Sierra de las Cuatro Villas.
Otra fuerte destrucción del patrimonio de Beas, se llevó a cabo en el año 1750 está vez la fortaleza que había en la parte alta de la Villa, es mandada destruir por el Consejo de Órdenes Militares.

### Edad Contemporánea
Con la Guerra de la Independencia Española, y tras la Batalla de Bailén, un batallón de las tropas francesas, en su retirada, entraron en Beas de Segura en noviembre del año 1809, destrozando e incendiando el pueblo y los edificios más emblemáticos, como la Iglesia Parroquial, con la pérdida de la entonces patrona de Beas, que era Nuestra Señora de Gracia, también fue pacto de las llamas la Casa Consistorial, las Casas de la Encomienda y otros edificios, así como todos los archivos municipales y eclesiásticos. Los vecinos tuvieron que huir del pueblo y refugiarse en las montañas aledañas, porque eran perseguidos, violadas las mujeres y hasta arrastrado por el pueblo el entonces párroco de Beas. Fue un acto vandálico que causó mella en los vecinos del pueblo.
La División territorial de España en 1833, Beas junto a Chiclana, que pertenecían a La Mancha, pasan a formar parte de la provincia de Jaén y quedan anexionadas a la comarca de la Sierra de Segura. Años más tarde gran parte del patrimonio eclesiástico de Beas es vendido, con la Desamortización de Mendizábal, y las ermitas de Santa Justa y Santa Rufina, la de San Sebastián, la de San Juan, la de San Agustín y la Iglesia de San Miguel, que fue utilizada como Casa de la Inquisición, pasan a manos particulares.
En el año 1899, empezó a restaurarse el Convento de las M.M. Carmelitas, que quedó muy deteriorado cuando entraron los franceses en el pueblo.
Siglo XX
Durante la guerra civil española, Beas sufrió daños irreparables durante la contienda.
En la etapa del franquismo no hubo ninguna mejora ostensible, la década de los 40 fue dura en todos los sentidos, una política restrictiva de postguerra y las malas cosechas acentuaron la precariedad con años de hambre. Ya por los años 50 y 60, empieza el pueblo a experimentar un ligero progreso que continuará en décadas posteriores. Luego a partir de los años 70 empieza a producirse un éxodo masivo de familias, que por motivos de trabajo salen a zonas del Levante español, a Cataluña y algunos a Francia y Alemania, principalmente, produciéndose una merma muy importante en la población.
La promulgación de la Constitución española de 1978, se convirtió en el punto de partida de una nueva etapa. Los cambios políticos, sociales y económicos permitieron el desarrollo urbanístico, que se fue complementado en los años 80 con un nuevo auge en todos los aspectos.
En 1975 siendo Alcalde Manuel Ardoy Medina, Beas de Segura obtuvo el Primer Premio Nacional de Embellecimiento de Pueblos de España.